# Dario Canas
Dario Canas (ur. 29 lutego 1884 w São João da Praça w Lizbonie, zm. 3 czerwca 1966 w São Jorge de Arroios w Lizbonie) – portugalski polityk i strzelec. Dwukrotny olimpijczyk, deputowany do portugalskiego parlamentu.

## Życiorys
Startował na Letnich Igrzyskach Olimpijskich 1920 w Antwerpii. Jego nazwisko widnieje w wynikach pięciu konkurencji, wszystkich drużynowych. Najwyższym miejscem przez niego uzyskanym było ósme miejsce w pistolecie wojskowym drużynowo. W pozostałych konkurencjach zajmował miejsca w drugiej dziesiątce (w tym dwa razy ostatnie). Na igrzyskach w Paryżu w 1924 wystąpił w dwóch konkurencjach. Najwyższą jego pozycją było 17. miejsce w strzelaniu z karabinu dowolnego drużynowo. 
Medalista mistrzostw Portugalii w strzelectwie. Przynajmniej raz był indywidualnym mistrzem kraju (w strzelaniu z broni wojskowej w 1923 roku – uzyskał 377 punktów). Wielokrotny reprezentant kraju na arenie międzynarodowej, m.in. w latach 1923–1924 i 1925–1926 (w strzelaniu z pistoletu).
Z zawodu był rolnikiem. W latach 1929, 1932 i 1937 był członkiem Komitetu Olimpijskiego Portugalii. Jako działacz sportowy pełnił też inne funkcje, takie jak: wiceprzewodniczący Ginásio Clube Português i przewodniczący Portugalskiej Federacji Strzeleckiej.
Deputowany do portugalskiego parlamentu w latach 1935–1938 i 1938–1942. W parlamencie zajmował się głównie sprawami wychowania fizycznego. W latach 1933–1949 pełnił najwyższe funkcje w gminie Loures. Był również członkiem oraz przewodniczącym lokalnych organizacji ds. rolnictwa i ogrodnictwa. Współzałożyciel lokalnego związku producentów mleka.

## Wyniki olimpijskie
| Igrzyska | Konkurencja                                    | Wynik                             | Miejsce    | Źródło |
| -------- | ---------------------------------------------- | --------------------------------- | ---------- | ------ |
| IO 1920  | Karabin wojskowy leżąc, 300 m, drużynowo       | 256 punktów                       | 15 (na 15) | [ 3 ]  |
| IO 1920  | Karabin wojskowy leżąc, 600 m, drużynowo       | 248 punktów                       | 14 (na 14) | [ 4 ]  |
| IO 1920  | Karabin wojskowy leżąc, 300 i 600 m, drużynowo | 519 punktów                       | 11 (na 14) | [ 5 ]  |
| IO 1920  | Karabin wojskowy stojąc, 300 m, drużynowo      | 226 punktów                       | 11 (na 15) | [ 6 ]  |
| IO 1920  | Pistolet wojskowy, 30 m, drużynowo             | 1184 punkty                       | 8 (na 9)   | [ 7 ]  |
| IO 1924  | Karabin dowolny leżąc, 600 m                   | 65 punktów                        | 62 (na 73) | [ 8 ]  |
| IO 1924  | Karabin dowolny, drużynowo                     | 427 punktów (97 punktów indywid.) | 17 (na 18) | [ 9 ]  |